# Akalat de Temminck
Pellorneum pyrrogenys
Espèce
Statut de conservation UICN

 LC  : Préoccupation mineure
L'Akalat de Temminck (Pellorneum pyrrogenys) est une espèce de passereau appartenant à la famille des Pellorneidae et au genre Pellorneum qui regroupe 18 espèces de cette partie du monde. Cette espèce tire son nom du zoologue néerlandais qui l'a décrit Coenraad Jacob Temminck.

## Répartition
Cette espèce se rencontre en Indonésie et en Malaisie.

## Liste des sous-espèces
Selon la classification de référence du Congrès ornithologique international (version 3.3, 2013) :
- sous-espèce Pellorneum pyrrogenys pyrrogenys (Temminck, 1827)
- sous-espèce Pellorneum pyrrogenys erythrote (Sharpe, 1883)
- sous-espèce Pellorneum pyrrogenys longstaffi (Harrisson & Hartley, 1934)
- sous-espèce Pellorneum pyrrogenys canicapillus (Sharpe, 1887)

## Étymologie
Le nom francophone de cette espèce commémore l'ornithologue néerlandais Coenraad Jacob Temminck (1778-1858).